# Theodore Mascarenhas
Theodore Mascarenhas S.F.X. (Camurlim, Goa, Índia, 9 de novembro de 1960) é um prelado goês da Igreja Católica, atual bispo da Diocese de Daltonganj.

## Biografia
Estudou filosofia no Seminário St. Charles em Nagpur, Maharashtra, e teologia no All India Mission Seminary, da Sociedade do Pilar, em Goa. Posteriormente, obteve o Mestrado em ciência política em Nagpur.
Fez a primeira profissão religiosa na Sociedade dos Missionários de São Francisco Xavier em 14 de junho de 1979 e recebeu a ordenação presbiteral em 24 de abril de 1988 para a mesma Sociedade.
Entre 1988 e 1993 realizou trabalho pastoral em Punjab, norte da Índia, em paróquias e em duas escolas como vice-diretor e diretor. De 1994 a 2001, estudou Licenciatura e Doutorado no Pontifício Instituto Bíblico de Roma. Entre 1998 e 2004 foi coordenador dos trabalhos da Sociedade dos Missionários de São Francisco Xavier em Roma e responsável pela supervisão da postulação da causa de beatificação do Venerável P. Agnelo, S.F.X.; de 2005 a 2014, Delegado Superior da Sociedade na Europa e de 2006 a 2014, Oficial do Pontifício Conselho para a Cultura. De 2010 a 2014, foi procurador-geral da Sociedade de São Francisco Xavier, membro do Pontifício Comitê para os Congressos Eucarísticos Internacionais e professor de Sagrada Escritura na Pontifícia Universidade Gregoriana e no Angelicum, ambas em Roma.
Em 9 de julho de 2014, o Papa Francisco o nomeou bispo auxiliar em Ranchi, atribuindo-lhe a sé titular de Lysinia. Recebeu a ordenação episcopal em 30 de agosto do mesmo ano, nos Jardins de Loyola em Ranchi, do arcebispo de Ranchi, cardeal Telesphore Placidus Toppo, coadjuvado pelo arcebispo de Bombaim, cardeal Oswald Gracias e o núncio apostólico na Índia, Dom Salvatore Pennacchio.
De 2016 a 2019 foi secretário geral da Conferência dos Bispos Católicos da Índia. Desde 8 de dezembro de 2021 até 30 de novembro de 2023, foi também administrador apostólico sede vacante et ad nutum Sanctæ Sedis da Diocese de Daltonganj. Nesta data, foi nomeado como bispo desta diocese.